# Megalorhipida
Megalorhipida là một chi bướm đêm thuộc họ Pterophoridae. Các loài trong chi này phân phố ở các vùng khí hậu pantropical và subtropical. Các loài này sinh sống trên các loại cây chủ thuộc họ Nyctaginaceae, Amaranthaceae, Fabaceae,
Goodeniaceae, Asteraceae, và Verbenaceae. Tên generic của chúng thường bị ghi sai thành Megalorrhipida.

## Các loài
- Megalorhipida angusta Arenberger, 2002
- Megalorhipida deboeri
- Megalorhipida dubiosa
- Megalorhipida dulcis
- Megalorhipida fissa Arenberger, 2002
- Megalorhipida gielisi Rose và Pooni, 2003
- Megalorhipida leptomeres (Meyrick, 1886)
- Megalorhipida leucodactylus
- Megalorhipida madoris Gielis & de Vos, 2006
- Megalorhipida palaestinensis (type)
- Megalorhipida paradefectalis Rose và Pooni, 2003
- Megalorhipida paraiso
- Megalorhipida prolai (Gibeaux, 1994)
- Megalorhipida pseudodefectalis

## Hình ảnh

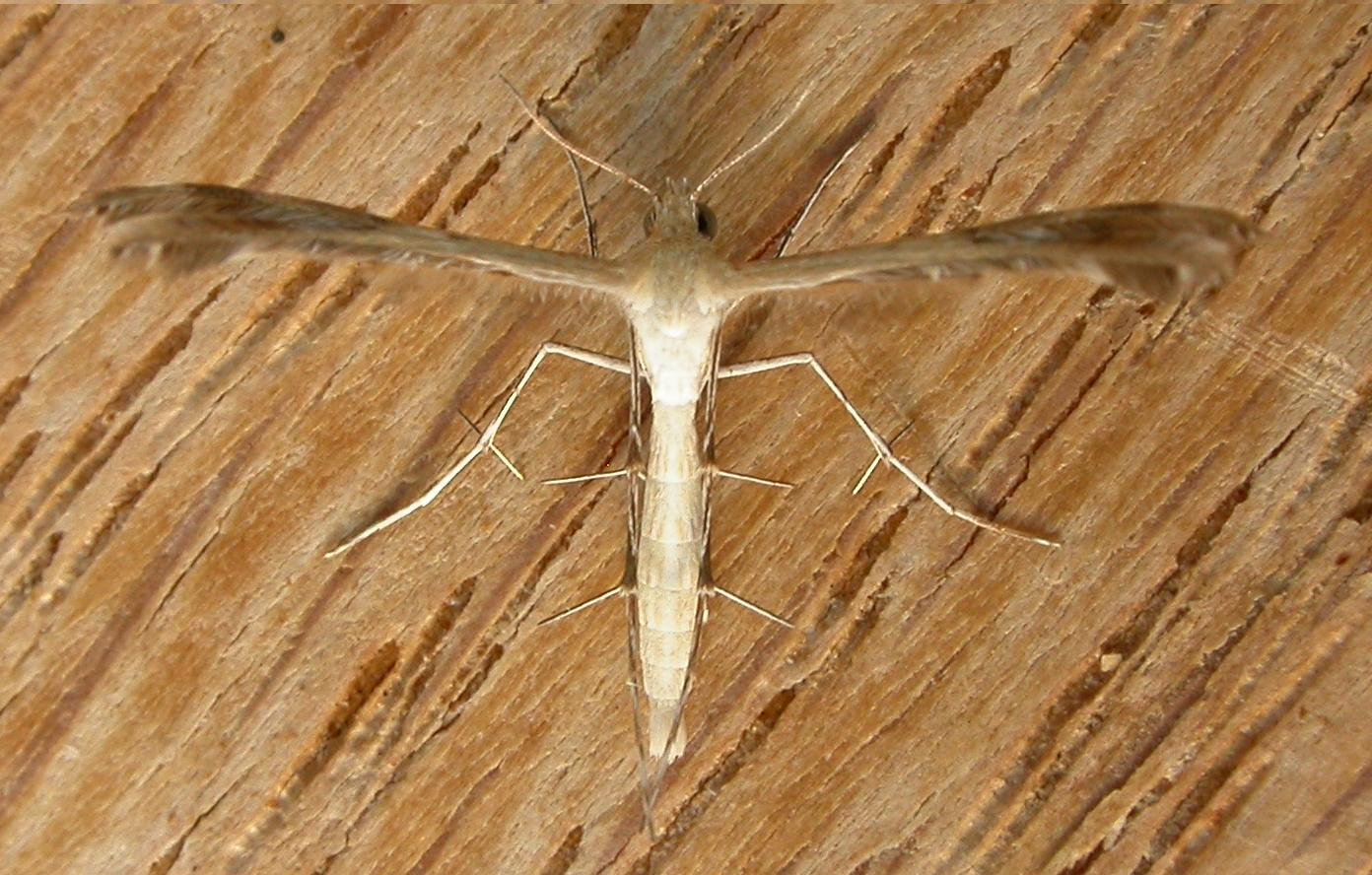